# Кларельвен
Кларельвен (швед. Klarälven) — річка в Норвегії і Швеції. Довжина 460 км,  площа басейну 11,848 тис. км².  У верхоріччі протікає через озера Ругінн і Фемунн. Протікає переважно через гірсько-пагорбисту місцевість. Впадає в озеро Венерн у місті Карльстад. Має снігове живлення з весняно-літнім водопіллям. На річці побудовано кілька ГЕС, сплав лісу. Судноплавна до міста Мункфорс.     
Річка є західним кордоном шведського промислового району Бергслаген. 

## Каскад ГЕС
На річці побудовано кілька ГЕС: ГЕС Höljes, ГЕС Edsforsen. Є нижнім резервуаром ГЕС-ГАЕС Letten. 

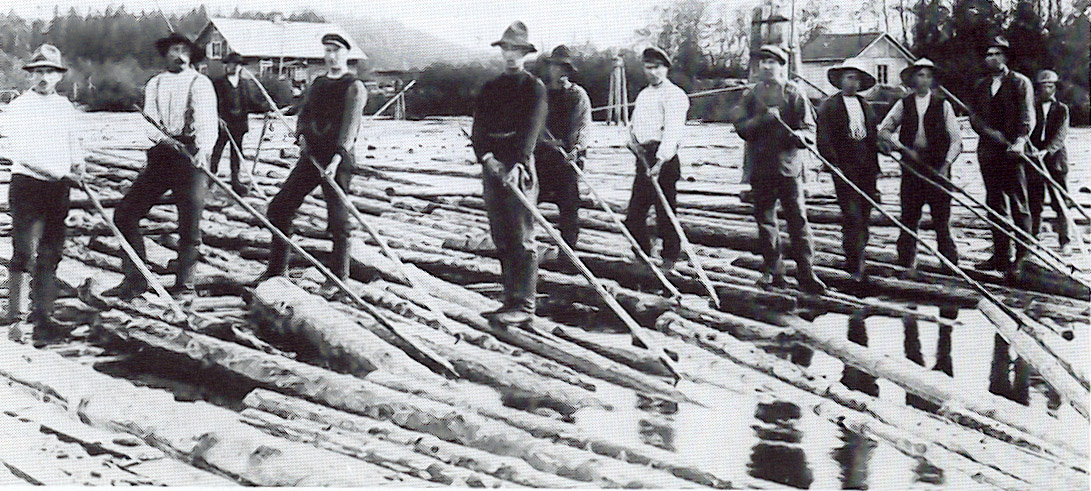
Сплав лісу по Кларельвен, 1918 рік